# 155 mm armata dalekonośna wz. 40
Armata 155 mm wz. 40 – prototyp polskiej armaty dalekonośnej, zbudowany w 1938 roku.
Polska armia przed wybuchem II wojny światowej nie posiadała artylerii dalekosiężnej. Od lat dwudziestych potrzeba wyposażenia armii w takie działa była zauważana w prasie wojskowej. W roku 1928 sztab główny przedstawił parametry potrzebnego działa. Miało ono mieć donośność do 20 km, kaliber 155 mm, masę do 5 ton i trakcję motorową.
Pod koniec lat dwudziestych poszukiwano ofert kupna dział dalekonośnych. Uwagę polskiej armii przyciągnęła armata Škody kalibru 149,1 mm. Umowę na dostawę armat miano podpisać w roku 1930, nie doszło do tego z przyczyn kryzysu ekonomicznego.
W 1936 na posiedzeniu KSUS powrócił temat armat dalekonośnych. Jako że najmłodsze konstrukcje zagraniczne pochodziły z 1928, postanowiono oprzeć się na własnej produkcji.

## Budowa
Pierwotnie planowano umieścić armatę na podstawie moździerza 220 mm wz. 32. Pomysł zarzucono z powodu jego niepraktyczności. Decyzja o rozpoczęciu budowy armaty zapadła 19 sierpnia 1936. Budowa odbywała się w Zakładach Starachowickich przy udziale innych krajowych firm. Jednakże budowę lufy zlecono szwedzkiej firmie Bofors.
10 maja 1937 podpisano zamówienie na prototyp. W tym roku została też opracowana amunicja. W styczniu 1938 przeprowadzono pierwsze próby poligonowe w Brześciu nad Bugiem. Uzyskano zasięg strzału 19 kilometrów przy niskim rozrzucie 500 metrów. W następnej próbie najdalszy zasięg 27,3 km.
Armata była gotowa w listopadzie 1938 roku. Przy próbach marszowych prędkość określono na 21 km/h, na błotnistych drogach terenowych tylko 2 km/h. Departament artylerii przyjął armatę na uzbrojenie Wojska Polskiego zaznaczając, że armata ma lepsze parametry od dział francuskich.
Ciągnik C7P miał zbyt słabe parametry do holowania armat. Nasunęła się konieczność skonstruowania nowego ciągnika.

## Konstrukcja
Lufa składała się z rury rdzeniowej, nasady i płaszcza połączonych ze sobą. Posiadała hamulec wylotowy. Kołyska miała łuki zębate pozwalające na regulację kąta podniesienia. Oporopowrotnik był hydropneumatyczny. Armata posiadała koła tarczowe o obręczach gumowych, pustakowych.